# 이향유
이향유(1990년 1월 26일 ~)는 대한민국의 가수다. 2017년 싱글 앨범 [Go On]으로 데뷔했다.

## 학력
- 여주대학 실용음악 전문학사

## 방송
- 보이스퀸 (2019) - Top50